# Pinnower Kiessee
Der Pinnower Kiessee ist ein durch Kiesabbau entstandenes offenes Gewässer innerhalb des Gemeindegebietes von Pinnow im Landkreis Ludwigslust-Parchim in Mecklenburg-Vorpommern. 
Der See liegt in der Sternberger Seenlandschaft etwa zehn Kilometer südöstlich von Schwerin und 1,3 Kilometer vom Ostufer des Pinnower Sees entfernt. Das Gewässer ist künstlich durch die Ansammlung von Grundwasser in einer Kiesgrube entstanden. Zu- und Abflüsse existieren nicht. Derzeit (2008) misst der See 1,2 Kilometer in der Länge und bis zu 530 Meter in der Breite. Pro Jahr werden mehr als eine halbe Million Tonnen Kies und Sand gefördert.
Erwähnenswert ist, dass der Wasserspiegel des Pinnower Kiessees mit 38 m ü. NHN etwa zehn Meter über dem des Pinnower Sees liegt. Selbst geringe Teile des bebauten Gebiets des Ortes Pinnow und das durch den Ort verlaufende Tal des Flüsschens Bietnitz liegen trotz der geringen Entfernung unterhalb des Wasserpegels des Kiessees.